# Manevri austro-ugarske mornarice (1898.)
Manevri austro-ugarske mornarice u Puli i Šibeniku naziv je filma koji je snimio Lumièreov snimatelj Alexandre Promio u Hrvatskoj. 
Ovo su najstarije filmske snimke na tlu Hrvatske. Čuvaju se u pariškom arhivu Društva Lumière.
Snimljeni su manevri Austro-ugarske ratne mornarice 1898. godine kod Pule i Šibenika.